# Open vSwitch
Open vSwitch(OVS)는 분산 가상 멀티플레이어 스위치의 오픈 소스 구현체이다. Open vSwitch의 주요 목적은 하드웨어 가상화의 스위칭 스택을 제공하면서 컴퓨터 네트워크에 사용되는 다중 프로토콜과 표준들을 지원하는 것이다.
프로젝트의 소스 코드는 아파치 라이선스 2.0으로 배포된다.